# Легота-под-Втачником
Легота-под-Втачником (словац. Lehota pod Vtáčnikom) — село, громада округу Пр'євідза, Тренчинський край. Кадастрова площа громади — 27.97 км².
Населення 3843 особи (станом на 31 грудня 2020 року).

## Історія
Легота-под-Втачником згадується 1362 року.

## Населення
| Рік:            | 1994. | 2004.   | 2014.   | 2024.   |
| --------------- | ----- | ------- | ------- | ------- |
| Кількість осіб: | 3695  | 3791    | 3922    | 3697    |
| Різниця:        |       | +2,59 % | +3,45 % | -5,73 % |

| Рік:            | 2023. | 2024.   |
| --------------- | ----- | ------- |
| Кількість осіб: | 3740  | 3697    |
| Різниця:        |       | -1,14 % |